# Yoshida Zengo

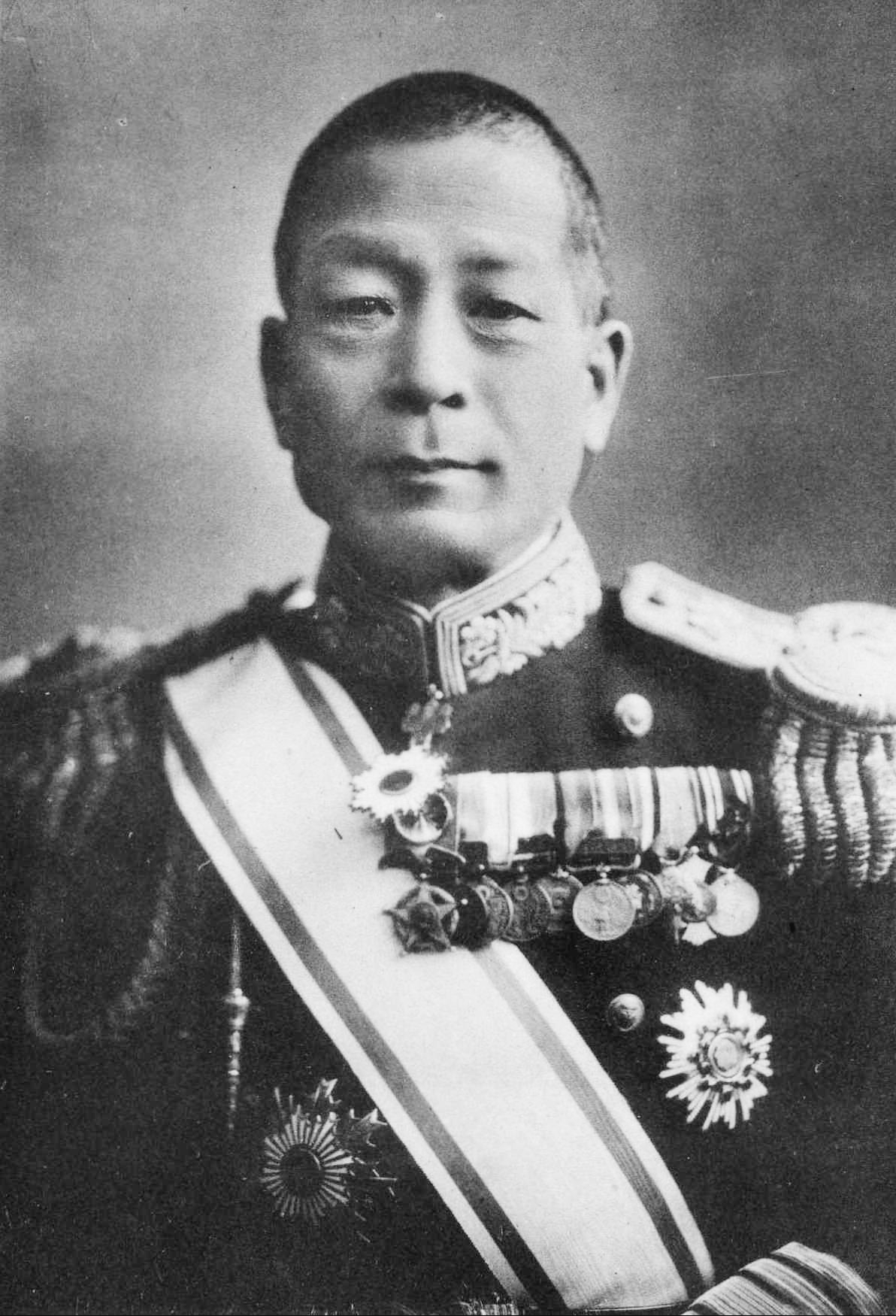
Admiral Yoshida Zengo (November 1940)

Yoshida Zengo (jap. 吉田 善吾; * 14. Februar 1885 in der Präfektur Saga; † 14. November 1966) war ein japanischer Admiral der Kaiserlichen Marine, der unter anderem zwischen August 1939 und September 1940 Marineminister war.

## Leben

### Ausbildung und Verwendungen als Offizier
Yoshida Zengo begann als Seekadett und Teilnehmer des 33. Lehrgangs seine Ausbildung an der Kaiserlich Japanischen Marineakademie (Kaigun Heigakkō). Nachdem er die Ausbildung als Zwölftbester von 192 Teilnehmern abgeschlossen hatte, wurde er am 14. November 1904 zum Fähnrich zur See befördert und auf das U-Boot-Begleitschiff Karasaki versetzt. Danach fand er ab dem 3. Januar 1905 Verwendung auf dem Panzerkreuzer Kasuga und kam zum Einsatz im Russisch-Japanischen Krieg, in dessen Verlauf am 31. August 1905 zum Leutnant zur See (Shōi) befördert wurde. Als solcher wurde er am 10. Mai 1906 Offizier in der 5. Torpedoboot-Gruppe und anschließend am 7. August 1906 an Bord des Transportschiffs Anegawa. Danach besuchte er ab dem 26. November 1906 eine Ausbildung am Artillerieausbildungszentrum sowie seit dem 15. April 1907 am Torpedoausbildungszentrum. Im Anschluss wurde er am 5. August 1907 zum Zerstörer Asatsuyu verlegt und erhielt dort am 28. September 1907 seine Beförderung zum Oberleutnant zur See (Chūi). Er wurde am 28. Oktober 1907 Offizier an Bord des Geschützten Kreuzers Hashidate sowie anschließend am 20. November 1908 an der Torpedoschule und seit dem 23. April 1909 bei der Ausbildungsboot-Gruppe.
Am 25. Mai 1909 wurde Yoshida Zengo zunächst kommissarischer Abschnittoffizier sowie nach seiner Beförderung zum Kapitänleutnant (Daii) am 11. Oktober 1909 Abschnittsoffizier im Marinedistrikt Yokosuka. Er besuchte ab dem 1. Dezember 1909 den B-Lehrgang der Marinehochschule (Kaigun Daigakkō) sowie seit dem 23. Mai 1910 den Fortgeschrittenenlehrgang der Torpedoschule. Danach blieb er zwischen dem 1. Dezember 1910 und dem 1. Dezember 1913 als Instrukteur der Torpedoschule und war zugleich Kommandant eines Torpedobootes der 4. Torpedobootes sowie vom 1. April bis zum 1. Dezember 1913 ferner Kommandant eines Torpedobootes der 2. Torpedobootes.

### Verwendungen als Stabsoffizier

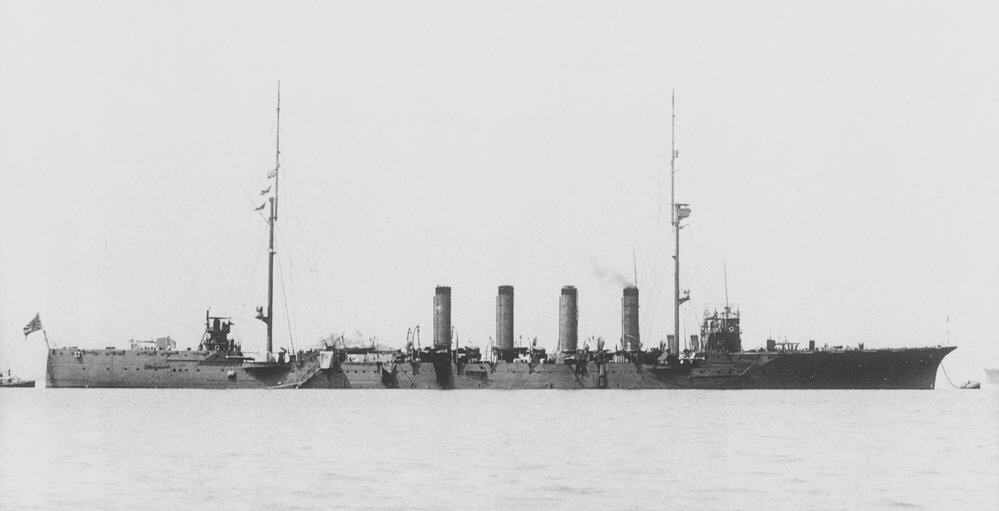
Kapitän zur See Yoshida Zengo war 1924 Kommandant des Geschützten Kreuzers Hirado

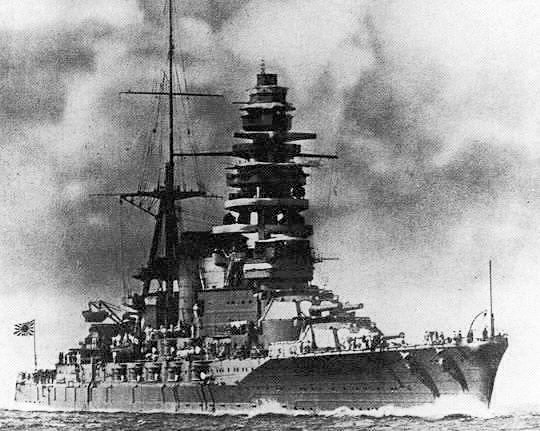
Zwischen 1928 und 1929 war Yoshida Kommandant des Schlachtschiffs Mutsu

Im Anschluss besuchte Yoshida Zengo vom 1. Dezember 1913 bis zum 13. Dezember 1915 den A-Lehrgang der Marinehochschule und wurde danach am 13. Dezember 1915 zum Korvettenkapitän (Shōsa) befördert sowie Offizier im Stab der 3. Flotte. Nach einer erneuten Verwendung vom 1. Dezember 1917 bis zum 25. April 1918 als Offizier im Marinedistrikt Yokosuka war er zwischen dem 25. April 1918 und dem 20. November 1919 Instrukteur an der Torpedoschule sowie zugleich vom 25. April bis zum 20. Juni 1918 Instrukteur an der Artillerieschule. Danach war er vom 20. November 1919 bis zum 3. Juni 1920 Offizier im Stab des 1. Zerstörer-Geschwaders und erhielt dort am 1. Dezember 1919 seine Beförderung zum Fregattenkapitän (Chūsa). In der Folgezeit wurde er am 3. Juni 1920 Offizier im Stab der Ausbildungsflotte, am 12. Mai 1921 im Stab des Marineausbildungskommandos (Kaigun Kyoiku Honbu) sowie am 1. April 1923 in der Ausbildungsabteilung des Marineministeriums.
Yoshida Zengo war zwischen dem 10. November 1923 und dem 25. März 1924 Chef der Sektion 2 der Ausbildungsabteilung des Marineministeriums und wurde am 1. Dezember 1923 zum Kapitän zur See (Daisa) befördert. Am 25. März 1924 wurde er Kommandant des Geschützten Kreuzers Hirado und danach am 1. Dezember 1924 Chef des Stabes des Marinedistrikts Maizuru, ehe er am 15. April 1925 als Offizier zum Generalstab der Marine sowie im Marineministerium versetzt wurde. Einen Monat später wurde er am 15. Mai 1925 Chef der Sektion 1 der Abteilung für Marineangelegenheiten im Marineministerium sowie am 1. Dezember 1927 Kommandant des Schlachtkreuzers Kongō, ehe er am 10. Dezember 1928 den Posten als Kommandant des Schlachtschiffs Mutsu übernahm.

### Aufstieg zum Admiral
Nach seiner Beförderung zum Konteradmiral (Shōshō) am 30. November 1929 wurde Yoshida Zengo Chef der Abteilung 2 (Gunreibu Daini-bu) des Generalstabes der Marine sowie im Anschluss am 1. Dezember 1931 in Personalunion Chef des Stabes der Kombinierten Flotte (Rengō Kantai) und Chef des Stabes der 1. Flotte. Am 1. September 1933 wurde er wieder zum Generalstab der Marine sowie zum Marineministerium versetzt und fungierte zwischen dem 15. September 1933 und dem 2. Dezember 1935 als Direktor der Abteilung für Marineangelegenheiten (Gunmu-kyoku) im Marineministerium. Als solcher war er zusätzlich Mitglied des Admiralitätsausschusses und erhielt am 15. November 1934 seine Beförderung zum Vizeadmiral (Chūjō). Nach einer neuerlichen Versetzung zum Generalstab der Marine sowie zum Marineministerium übernahm er am 1. Februar 1936 den Posten als Kommandeur der Ausbildungsflotte. Anschließend war er zwischen dem 1. Dezember 1936 und dem 1. Dezember 1937 Oberkommandierender der 2. Flotte.
Als Nachfolger von Admiral Nagano Osami wurde er am 1. Dezember 1937 Oberkommandierender der Kombinierten Flotte und bekleidete diese Funktion bis zu seiner Ablösung durch Admiral Yamamoto Isoroku am 30. August 1939. Zugleich fungierte er zwischen dem 1. Dezember 1937 und dem 30. August 1939 als Oberkommandierender der 1. Flotte.

### Marineminister
Am 30. August 1939 übernahm Yoshida Zengo von Admiral Yonai Mitsumasa den Posten als Marineminister im Kabinett von Premierminister Abe Nobuyuki. Dieses Ministeramt bekleidete er auch im Kabinett von Premierminister Yonai Mitsumasa sowie im dritten Kabinett von Premierminister Konoe Fumimaro bis zu seiner Ablösung durch Admiral Oikawa Koshirō am 5. September 1940.
Nach seinem Ausscheiden aus dem Kabinett wurde Yoshida Zengo am 5. September zum Generalstab der Marine versetzt und nach seiner Beförderung zum Admiral (Taisho) am 15. November 1940 Mitglied des Marinerates. Im Anschluss übernahm er zwischen dem 10. November 1942 und dem 1. Dezember 1943 den Posten als Oberkommandierender der China-Regionalflotte (Shina Homen Kantai). Daraufhin gehörte er vom 1. Dezember 1943 bis zum 3. Mai 1944 wieder dem Marinerat als Mitglied an und war während dieser Zeit zwischen dem 14. Dezember 1943 und dem 15. März 1944 zusätzlich auch Direktor der Marinehochschule (Kaigun Daigakkō). Anschließend war er vom 3. Mai bis zum 2. August 1944 Oberkommandierender des Marinedistrikts Yokosuka sowie zusätzlich erneut Mitglied des Admiralitätsausschusses. Zuletzt war er vom 2. August 1944 bis zu seiner Versetzung in die Reserve am 1. Juni 1945 abermals Mitglied des Marinerates.